# Verdun-en-Lauragais

Verdun-en-Lauragais este o comună în departamentul Aude din sudul Franței. În 1 ianuarie 2022 avea o populație de 289 de locuitori.